# Bitwa Kazimierza I z Miecławem
Bitwa Kazimierza z Miecławem – rozstrzygające starcie w walce Kazimierza Odnowiciela z Miecławem w 1047 roku, w wyniku którego Kazimierz podporządkował sobie Mazowsze.

## Tło starcia
Miecław był cześnikiem króla Mieszka II. Pod koniec rządów Mieszka, lub wkrótce po jego śmierci, Miecław opanował Mazowsze i jak pisze Gall Anonim, we własnym przekonaniu, był jego księciem i naczelnikiem. Podczas reakcji pogańskiej w Wielkopolsce na Mazowszu panował spokój, dzięki czemu zgromadziło się tam wielu uciekinierów z terenów objętych buntami i obcymi najazdami. Miecław nie podporządkował się powracającemu do kraju prawowitemu władcy Kazimierzowi I. W roku 1041, jak podaje Nestor, Jarosław Mądry wyprawił się przeciw Mazowszanom, podobnie jak w przypadku wyprawy z 1047 roku Nestor nie wspomina o udziale w niej wojsk Kazimierza I, mimo to przypuszcza się, że i w tej wcześniejszej wojnie Kazimierz brał udział. Wojna ta nie przyniosła ostatecznego rozstrzygnięcia.

## Zestawienie sił
Gall Anonim napisał, że po stronie Miecława walczyło 30 hufców, a Kazimierz miał jedynie 3 hufce przy czym prawdopodobne jest, że nie bierze on pod uwagę wojsk Jarosława Mądrego. Siły mogły być zatem bardziej wyrównane.

## Bitwa
Miejsce bitwy jest dziś nieznane, choć znał je jeszcze Gall, który podaje, że było położone nad rzeką o urwistym brzegu. W czasie powstania jego kroniki było jeszcze widać ślady bitwy. Wydaje się, że była ona wymuszona przez Kazimierza I Odnowiciela, który dążył do rozstrzygnięcia starcia przed nadejściem sprzymierzonych z Miecławem Pomorzan. Bitwa była zażarta, zginął w niej Miecław i wielu Mazowszan, również życie Kazimierza było zagrożone – uratował go prosty żołnierz, który miał być później wyniesiony do wielkich godności.

## Skutki
Podstawowym skutkiem bitwy było ponowne przyłączenie Mazowsza do Polski. Wkrótce po tej bitwie Kazimierz rozbił nadciągające z pomocą Miecławowi wojska Pomorzan.